# Ex-Hacienda Doctor Lavista
Ex-Hacienda Doctor Lavista är en ort i Mexiko.   Den ligger i kommunen Tamiahua och delstaten Veracruz, i den sydöstra delen av landet, 270 km nordost om huvudstaden Mexico City. Ex-Hacienda Doctor Lavista ligger 23 meter över havet och antalet invånare är 122.
Terrängen runt Ex-Hacienda Doctor Lavista är platt. Runt Ex-Hacienda Doctor Lavista är det ganska glesbefolkat, med 36 invånare per kvadratkilometer. Närmaste större samhälle är Naranjos, 14,1 km väster om Ex-Hacienda Doctor Lavista. Trakten runt Ex-Hacienda Doctor Lavista består till största delen av jordbruksmark.